# Nikolaj Fedorovič Shashmurin
Nikolaj Fedorovič Shashmurin (in russo Шашмурин, Николай Фёдорович?; San Pietroburgo, 26 giugno 1910 – Kuženkino, 1996) è stato un ingegnere sovietico, che fu progettista,  capo ingegnere, e vice capo progettista di carri armati dell'ufficio di progettazione (SKB-2) dello stabilimento Kirov di Leningrado, e dopo la fine della seconda guerra mondiale presso l'ufficio di progettazione VNII-100 dove realizzò il carro armato anfibio PT-76 ed altri veicoli anfibi.

## Biografia

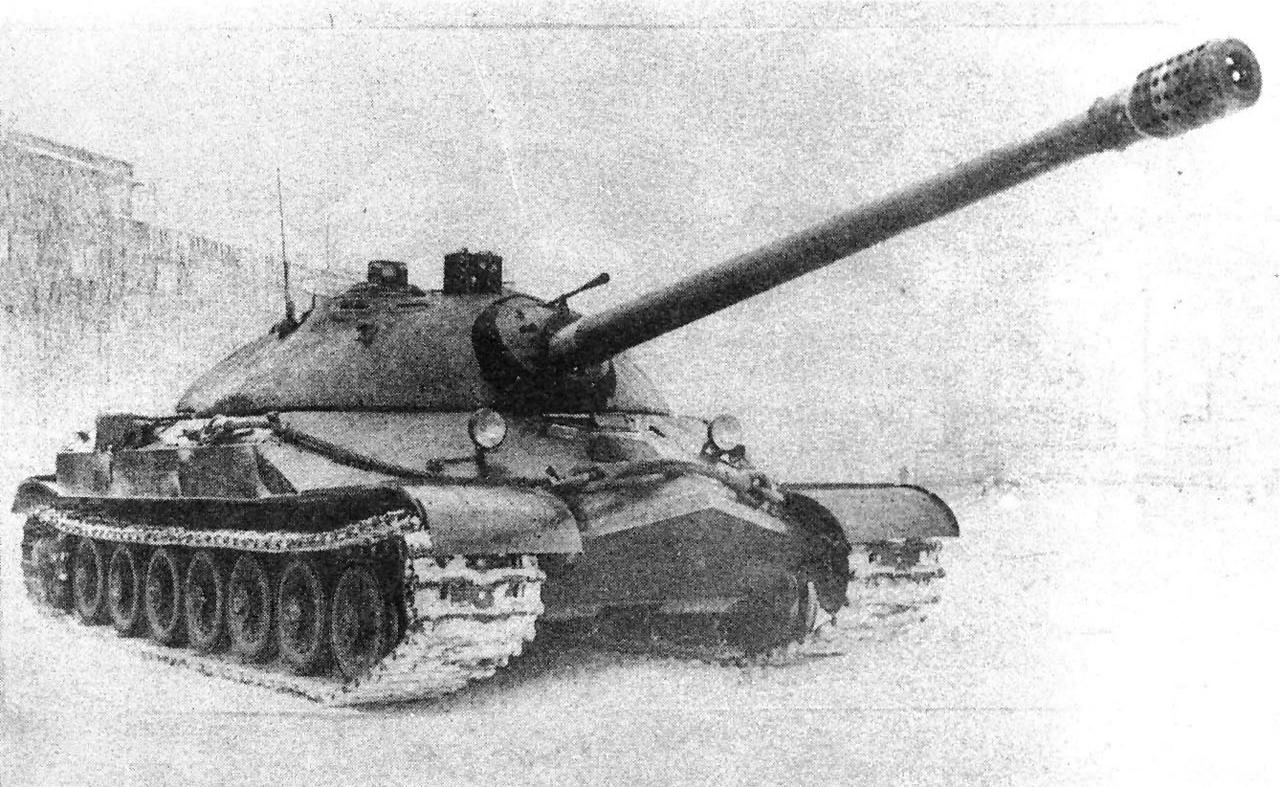
Prototipo del carro pesante IS-7, progettato da Shashmurin.

Nacque a San Pietroburgo, allora Capitale dell'Impero russo, il 26 giugno 1910, figlio di Fyodor Ivanovič. All'età di quindici anni, insieme ai suoi compagni di scuola, riuscì a costruire una motoslitta perfettamente funzionante.
Nel 1930, all'età di vent'anni, iniziò a frequentare la facoltà di meccanizzazione per l'agricoltura del Politecnico di Leningrado, che formava personale tecnico per l'industria e specialisti nella meccanizzazione agricola. Dopo aver completato gli studi nel 1936, divenuto ingegnere meccanico, fu assegnato a una delle regioni della Siberia. Nel giugno 1937 ritornò al Politecnico per la specializzazione presso il dipartimento trattori, e qui, mentre lavorava alla sua tesi, insieme ai progettisti dello stabilimento Kirov, partecipò alla realizzazione di un trattore cingolato per colture a filari. Presso lo stabilimento Kirov era attivo l'ufficio di progettazione SKB-2, composto da 25 persone che lavoravano in un piccolo edificio industriale dal tetto in legno, dedito al miglioramento della produzione dei carri armati pesanti. La sua entrata in questo ufficio diede ben presto i suoi frutti.
Nel 1939, superando le resistenze del capo progettista Žozef Jakovlevič Kotin, propose l'adozione di una sospensione a barra di torsione, costruita in acciaio speciale 45KhNIFA, come elemento elastico per i carri armati. Tale innovazione fu testata sul carro armato pesante T-28. Invece delle costose leghe per gli organi di trasmissione propose di sostituirle con normale acciaio al carbonio trattato con correnti ad alta frequenza. Per i basamenti dei propulsori utilizzò ghisa a pareti sottili invece delle scadenti fusioni non ferrose.  Partecipò alla progettazione dei carri armati pesanti SMK, KV, KV-1, KV-1S, KV-85, IS-1, IS-2, IS-2Sh e IS-7. Per le migliorie introdotte nel modello KV-1S fu insignito, nel 1943, del Premio Stalin di seconda classe, mentre, nel 1946, per la progettazione del carro armato IS-7 del Premio Stalin di prima classe.
Dopo la fine della guerra iniziò a interessarsi della progettazione di veicoli anfibi, e trasferitosi all'ufficio di progettazione VNII-100 realizzò il carro armato PT-76, il veicolo corazzato trasporto truppe BTR-50P, il trattore d'artiglieria cingolato KT-12 e quello ruotato K-700.
Nel 1974 gli fu conferito il titolo di Dottore in Scienze Tecniche e tenne conferenze presso l'LPI intitolato a Michail Ivanovič Kalinin. Si spense nella sua dacia nel villaggio di Kuženkino, Oblast' di Tver', nel 1996.

## Pubblicazioni
- 50 let protivoborstva. K voprosu o razvitii otechestvennogo tankostroyeniya, 1987.

### Annotazioni
1. ↑  Sulla base della totalità dei lavori, senza sostenere una tesi.

### Fonti
1. 1 2 3 4 5  Министерство обороны Российской Федерации (Минобороны России).
2. 1 2 3 4  Kirichenko.
3. 1 2 3 4 5  Pastvu.